# ماكس وايز
ماكس وايز (بالإنجليزية: Max Wise)‏ هو سياسي أمريكي، ولد في 1975 في كامبلسفيل في الولايات المتحدة. حزبياً، نشط في الحزب الجمهوري.